# GFK Jasenica 1911

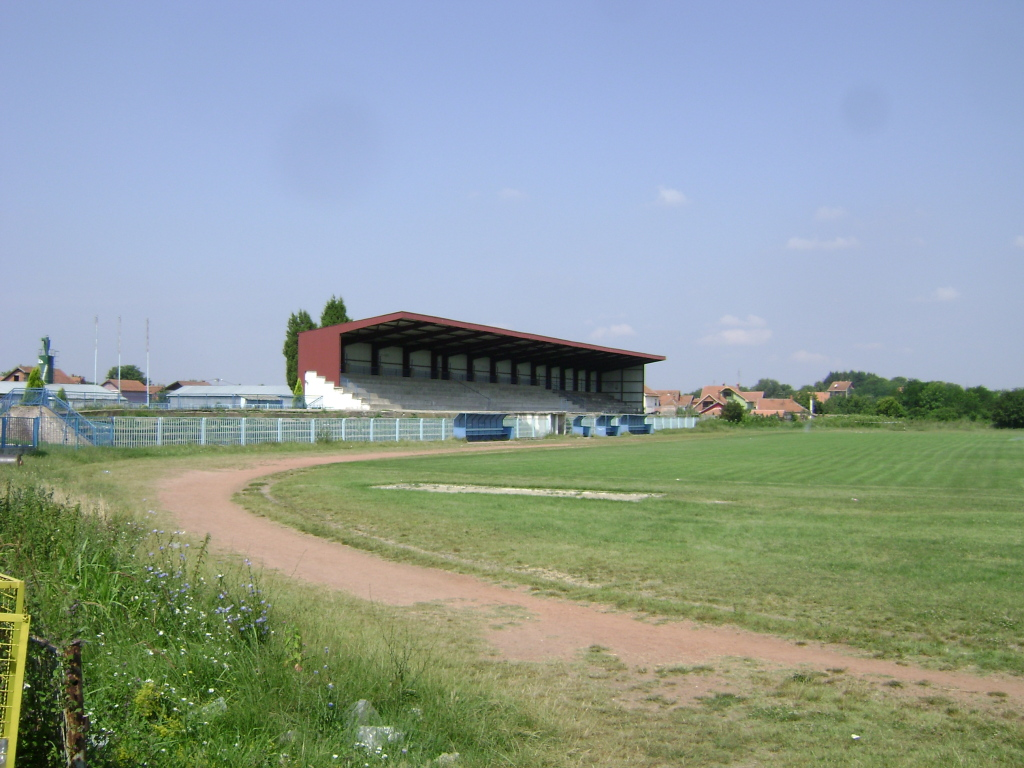
stadion klubu

GFK Jasenica 1911, serb: ГФK Jaceницa 1911 – serbski klub piłkarski z miasta Smederevska Palanka, utworzony w 1911 roku. Obecnie występuje w Srpska Liga Zapad.